# 李松 (嘉靖進士)
李松（1525年—1598年），字子節，别號小峰，順天府霸州大城縣人，民籍，明朝政治人物。

## 生平
嘉靖三十七年（1558年）戊午科順天府鄉試第一百十名。嘉靖四十一年（1562年），登進士第三甲第一百九十二名。历任浙江归安县知县，四十五年左迁深州判官，调河南邓州判官，山东滕县知县，工部虞衡司主事，兵部武选司主事，兵部车驾司员外郎。隆慶五年（1571年）九月升山东按察司佥事、整饬辽东宁前兵备（简称“辽东宁前兵备佥事”），历升宁前兵备参议、兵备副使、兵备参政，萬曆七年（1579年）加山东按察使銜，十年十一月升山东右布政使，依旧兵备宁前，数日後再升都察院右佥都御史、巡抚辽东，十一年六月以軍功升右副都御史，照旧巡抚，荫一子入国子监读书。十二月敘辽东大捷功，加兵部右侍郎衔，兼都察院右佥都御史，照旧巡抚，荫一子锦衣卫百户。十三年五月录辽东沈阳战功，加兵部左侍郎衔，巡抚如故，升其子锦衣卫百户李烯旸副千户世袭。不久因继母王氏去世，丁忧去职，十四年二月被南京科道纠拾，令在藉听用。十五年因家人殴辱县官徐东渐，为顺天抚按弹劾，革职为民。

## 家族
曾祖父李海；祖父李祥；父李淮，曾任鄢陵縣主簿。母繳氏；繼母王氏。慈侍下。三子：長子李燦暘，錦衣衛世襲副千户，婦段氏；次子李烯暘，錦衣衛正千户，婦温氏，繼王氏；次李煃暘，國子生，婦紀氏，則側室羅氏出也。孫男二，長李培寅，次李培貞。